# Puchar Narodów Oceanii w piłce ręcznej mężczyzn
Puchar Narodów Oceanii w piłce ręcznej mężczyzn – znany również pod nazwą Handball Pacific Cup – turniej krajowych męskich reprezentacji Australii i Oceanii w piłce ręcznej, rozgrywany co 2 lata, od 2004 roku. Od 2008 rozgrywki te służą również za eliminacje strefowe do mistrzostw świata. Od 2007 rozgrywany jest także turniej kobiet.

## Medaliści Pucharu Narodów Oceanii
| Rok  | Gospodarz     | Złoto          | Srebro         | Brąz                |
| ---- | ------------- | -------------- | -------------- | ------------------- |
| 2004 | Australia     | Australia      | Nowa Kaledonia | Polinezja Francuska |
| 2006 | Australia     | Australia      | Nowa Kaledonia | Nowa Zelandia       |
| 2008 | Nowa Zelandia | Nowa Kaledonia | Australia      | Wyspy Cooka         |
| 2010 | Nowa Zelandia | Australia      | Nowa Zelandia  | Wyspy Cooka         |
| 2012 | Australia     | Australia      | Nowa Zelandia  | –                   |
| 2014 | Nowa Zelandia | Australia      | Nowa Zelandia  | –                   |